# Les Moutiers-Hubert
Pour les articles homonymes, voir Moutiers et Hubert.
Les Moutiers-Hubert est une ancienne commune française, située dans le département du Calvados en région Normandie, peuplée de 39 habitants, et devenue le 1er janvier 2016 une commune déléguée au sein de la commune nouvelle de Livarot-Pays-d'Auge.

## Toponymie
Le nom de la localité est attesté sous les formes Mostiers Hubert en 1155 ; Monasteria, Monasterium Huberti au XIVe siècle (pouillé de Lisieux, p. 56).

## Histoire

### Moyen Âge
Vers 1200, l'abbaye de Hambye possédait dans la paroisse un prieuré. 

### Époque contemporaine
Le 1er janvier 2016, Les Moutiers-Hubert intègre avec vingt-et-une autres communes la commune de Livarot-Pays-d'Auge créée sous le régime juridique des communes nouvelles instauré par la loi no 2010-1563 du 16 décembre 2010 de réforme des collectivités territoriales. Les communes d'Auquainville, Les Autels-Saint-Bazile, Bellou, Cerqueux, Cheffreville-Tonnencourt, La Croupte, Familly, Fervaques, Heurtevent, Livarot, Le Mesnil-Bacley, Le Mesnil-Durand, Le Mesnil-Germain, Meulles, Les Moutiers-Hubert, Notre-Dame-de-Courson, Préaux-Saint-Sébastien, Sainte-Marguerite-des-Loges, Saint-Martin-du-Mesnil-Oury, Saint-Michel-de-Livet, Saint-Ouen-le-Houx et Tortisambert deviennent des communes déléguées et Livarot est le chef-lieu de la commune nouvelle.

## Politique et administration
| Période                                  | Période | Identité               | Étiquette | Qualité                              |
| ---------------------------------------- | ------- | ---------------------- | --------- | ------------------------------------ |
| ?                                        | 2001    | Robert Halley          | DVD       | Homme d'affaires, conseiller général |
| 2001                                     | 2008    | Raymond Saporta        | SE        |                                      |
| 2008                                     | 2016    | Marie-Thérèse Stalmans | SE        | Retraitée de l'enseignement          |
| Les données manquantes sont à compléter. |         |                        |           |                                      |

## Démographie
En 2021, la commune comptait 39 habitants. Depuis 2004, les enquêtes de recensement dans les communes de moins de 10 000 habitants ont lieu tous les cinq ans (en 2007, 2012, 2017, etc. pour Les Moutiers-Hubert) et les chiffres de population municipale légale des autres années sont des estimations.
| 1793 | 1800 | 1806 | 1821 | 1831 | 1836 | 1841 | 1846 | 1851 |
| ---- | ---- | ---- | ---- | ---- | ---- | ---- | ---- | ---- |
| 209  | 201  | 248  | 243  | 252  | 263  | 241  | 228  | 219  |

| 1856 | 1861 | 1866 | 1872 | 1876 | 1881 | 1886 | 1891 | 1896 |
| ---- | ---- | ---- | ---- | ---- | ---- | ---- | ---- | ---- |
| 182  | 181  | 180  | 193  | 174  | 185  | 199  | 204  | 222  |

| 1901 | 1906 | 1911 | 1921 | 1926 | 1931 | 1936 | 1946 | 1954 |
| ---- | ---- | ---- | ---- | ---- | ---- | ---- | ---- | ---- |
| 214  | 205  | 150  | 140  | 115  | 88   | 109  | 89   | 101  |

| 1962 | 1968 | 1975 | 1982 | 1990 | 1999 | 2007 | 2012 | 2017 |
| ---- | ---- | ---- | ---- | ---- | ---- | ---- | ---- | ---- |
| 96   | 65   | 62   | 55   | 62   | 49   | 50   | 48   | 39   |

| 2019 | - | - | - | - | - | - | - | - |
| ---- | - | - | - | - | - | - | - | - |
| 39   | - | - | - | - | - | - | - | - |

## Économie
Une usine de papiers d'emballage implantée au bord de la Touques,, depuis 1865 jusqu'en 1928, occupait une centaine d'ouvriers. Elle ferma après un important incendie accidentel.

## Culture locale et patrimoine

### Lieux et monuments
- Le manoir de Chiffretot et son colombier, classés au titre des monuments historiques par arrêté du 19 janvier 1927[12].
- Vestiges d'une motte féodale au sud-ouest de l'église, sur le bord de la Touques[13].
- L'église Saint-Martin.

### Personnalités liées à la commune
- Famille Paynel, originaire de la paroisse[14].
- Robert Halley (1935-2021), homme d'affaires, cocréateur du groupe Promodès, ancien maire de la commune et conseiller général.
- La commune a accueilli Jean-Jacques Pussiau[15], producteur du pianiste de jazz Michel Petrucciani (label Owl records)[16].

### Héraldique
| Blason de Les Moutiers-Hubert | Blason  | Parti de gueules et d'or, au loup de sable hurlant, contourné et brochant sur le tout. |
| Blason de Les Moutiers-Hubert | Détails | Création Justine Comina.                                                               |